# 스튜어트 도날드
스튜어트 도날드는 잉글랜드의 3부 축구리그인 EFL 리그 원의 축구클럽 선덜랜드 AFC의 구단주이다.

## 선덜랜드의 2부승격 실패
선덜랜드는 본래 잉글랜드 최고의 명문 클럽중 하나로 2010년대에 들어와서는 항상 아슬아슬하게 잔류하면서 프리미어리그의 생존왕으로 불렸었다.
하지만 1부에서 2부로, 2부에서 3부로 백투백 강등되면서 스튜어트 도날드가 구단주로 취임하였다.
시즌시작 후 팀의 유망주 조쉬마자, 루크 오니엔 등이 활약하면서 승격하는 듯 하였으나 조쉬마자가 팀을 배신하고 FC 지롱댕 드 보르도로 이적하면서
스트라이커의 부재로 결정력이 떨어져 연패를 시작하였고 겨울이적시장에서 EFL 리그 원 역사상 가장 큰 이적료를 지불하고 스튜어트 도날드의 주도하에
북아일랜드의 스트라이커 윌 그리그를 영입하였으나 그가 심각한 부진에 빠지면서 체커트레이드 우승컵과 EFL 챔피언십으로의 승격에 실패하면서 구단주 스튜어트 도날드와 감독 잭 로즈의 책임이 부각되었고 이듬해 감독 잭 로즈가 성적부진을 이유로 결국 사퇴하였다.
이후 선덜랜드는 여전히 재정난 등에 시달리며 구단매각등의 이야기가 나오고 있으며 승격을 하지 못하고 있다.
선덜랜드는 하위리그에서 6년이상 머문적이 없기 때문에 백투백 강등과 승격실패는 팬들에게 더욱 충격으로 다가왔다.

## 방송
넷플릭스에서 선덜랜드의 강등과 도전, 보드진과 선수들의 2년을 담은 다큐멘터리인 죽어도 선덜랜드에 구단주로 출연한 바가 있다.